# Randy Singer
Randy Darrell Singer (geboren am 4. April 1956 in Meshoppen, Pennsylvania) ist ein US-amerikanischer Anwalt, Schriftsteller und Pastor. In Deutschland ist er vor allem bekannt für seine Kriminalromane.

## Leben

### Als Anwalt
Singer schloss als Zweitbester seines Jahrgangs an der William and Mary Law School ab und praktiziert seit 1986 in Virginia, USA, als Prozessanwalt. Er hat auch eine Zulassung am Obersten Gerichtshof der Vereinigten Staaten. 2009 gründete er seine eigene Kanzlei.

### Als Autor
Randy Singer schreibt Justizthriller, in die er seine eigenen praktischen Erfahrungen als Anwalt einfließen lässt. Für seinen ersten Roman, Die Witwe (Original: Directed Verdict), erhielt er 2003 den Christy Award.

#### Ins Deutsche übersetzte Werke
- 2002: Die Witwe, 2009, ISBN 9783775150101 (Directed Verdict)
- 2003: Der Klon, 2014, ISBN 9783775155403 (Irreparable Harm)
- 2005: Die Klientin, 2015, ISBN 9783775156929 (Self Incrimination)
- 2006: Der Code des Richters, 2013, ISBN 9783775154727 (The Judge)
- ?: Der Doktor, 2015, ISBN 9783775156127 (Dying Declaration)
- 2008: Die Vision, 2009, ISBN 9783775149570 (By Reason of Insanity)
- 2009: Das Spiel, 2010, ISBN 9783775151986 (The Justice Game)
- 2010: Der Imam, 2011, ISBN 9783775153256 (Fatal Convictions)
- 2011: Der Jurist, 2008, ISBN 9783775148948 (False Witness)
- 2012: Die Staatsanwältin, 2012, ISBN 9783775154192 (Last Plea Bargain)
- 2013: Die Rache, 2014, ISBN 9783775155601 (Dead Lawyers Tell No Tales)
- 2014: Das Tribunal, 2015, ISBN 9783775156424 (The Advocate)
- 2017: Die Präsidentin, 2020, ISBN 9783775159777 (Rule of Law)

### Familie
Singer ist verheiratet mit Rhonda und hat zwei Kinder.